# Министерство иностранных дел Руанды
Министерство иностранных дел и сотрудничества Руанды (МИД Руанды, руанда Minisiteri y'Ububanyi n'Amahanga n'ubutwererane, фр. Ministère rwandaise des Affaires étrangères et de la Coopération, англ. Ministry of Foreign Affairs and Cooperation) — орган исполнительной власти Руанды, осуществляющий функции по выработке и реализации государственной политики в сфере внешней политики, международных отношений, международного сотрудничества и развития Руанды.
Министерство возглавляет министр, назначаемый на должность и освобождаемый от должности Президентом Руанды.

## Список министров
Первым министром иностранных дел был Отто Русингизандекве, он вступил в должность в 1961. С 2019 года должность занимал Венсан Бирута. 12 июня 2024 года в ходе перестановок в министерстве Поль Кагаме назначил на должность министра Оливье Ндухунгирехе.

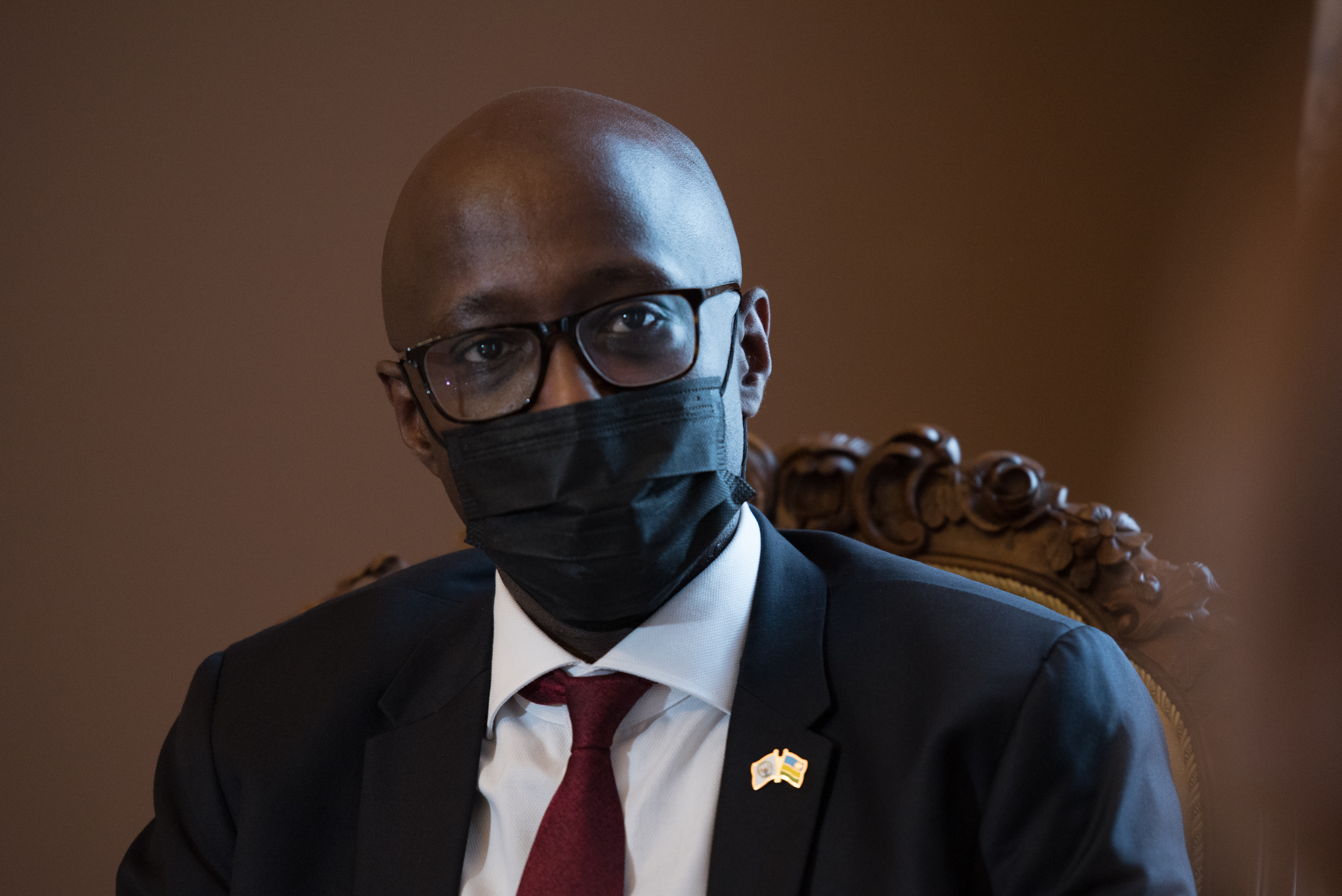
Оливье Ндухунгирехе

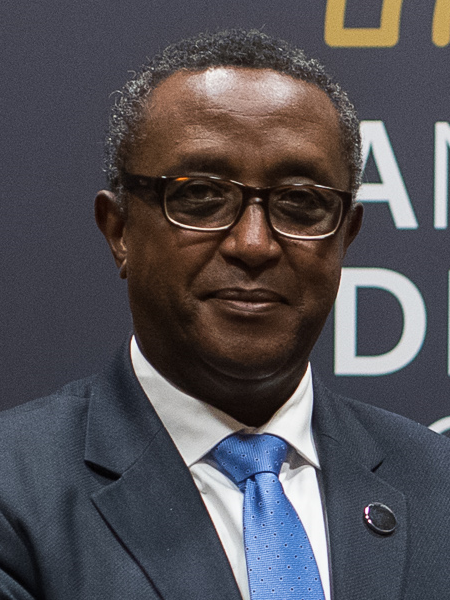
Венсан Бирута

Дольше всех в современной истории Руанды должность министра занимала Луиза Мушикивабо (2009—2018) А за всё время дольше всех занимал должность Франсуа Нгарукиинтвали (1979—1989).
| Годы         | Имя                    |
| ------------ | ---------------------- |
| 2024 — н. в. | Оливье Ндухунгирехе    |
| 2019—2024    | Венсан Бирута          |
| 2018—2019    | Ричард Сезибера        |
| 2009—2018    | Луиза Мушикивабо       |
| 2008—2009    | Розмари Мусеминали     |
| 2002—2008    | Чарльз Муриганде       |
| 2000—2002    | Андре Бумайя           |
| 1999—2000    | Огюстен Иямуремье      |
| 1994—1999    | Анастасе Гасана        |
| 1994         | Жан-Мари Ндагиджимана  |
| 1993—1994    | Анастасе Гасана        |
| 1992—1993    | Бонифаций Нгулинзира   |
| 1989—1992    | Казимир Бизимунгу      |
| 1979—1989    | Франсуа Нгарукиинтвали |
| 1973—1979    | Aloys Nsekalije        |
| 1972—1973    | Августин Муньянеза     |
| 1971—1972    | Деогратиас Гашонга     |
| 1969—1971    | Сильвестр Нсанзимана   |
| 1965—1969    | Thaddée Bagaragaza     |
| 1963—1965    | Лазаре Мпакание        |
| 1962—1963    | Калликсте Хабаменши    |
| 1961—1962    | Отто Русингизандекве   |